# Acrotomia
Acrotomia is een geslacht van vlinders van de familie spanners (Geometridae), uit de onderfamilie Ennominae.

## Soorten
- A. mucia Druce, 1892
- A. muta Druce, 1892
- A. trilva Schaus, 1901
- A. viminaria Herrich-Schäffer, 1856